# Кодоскоп

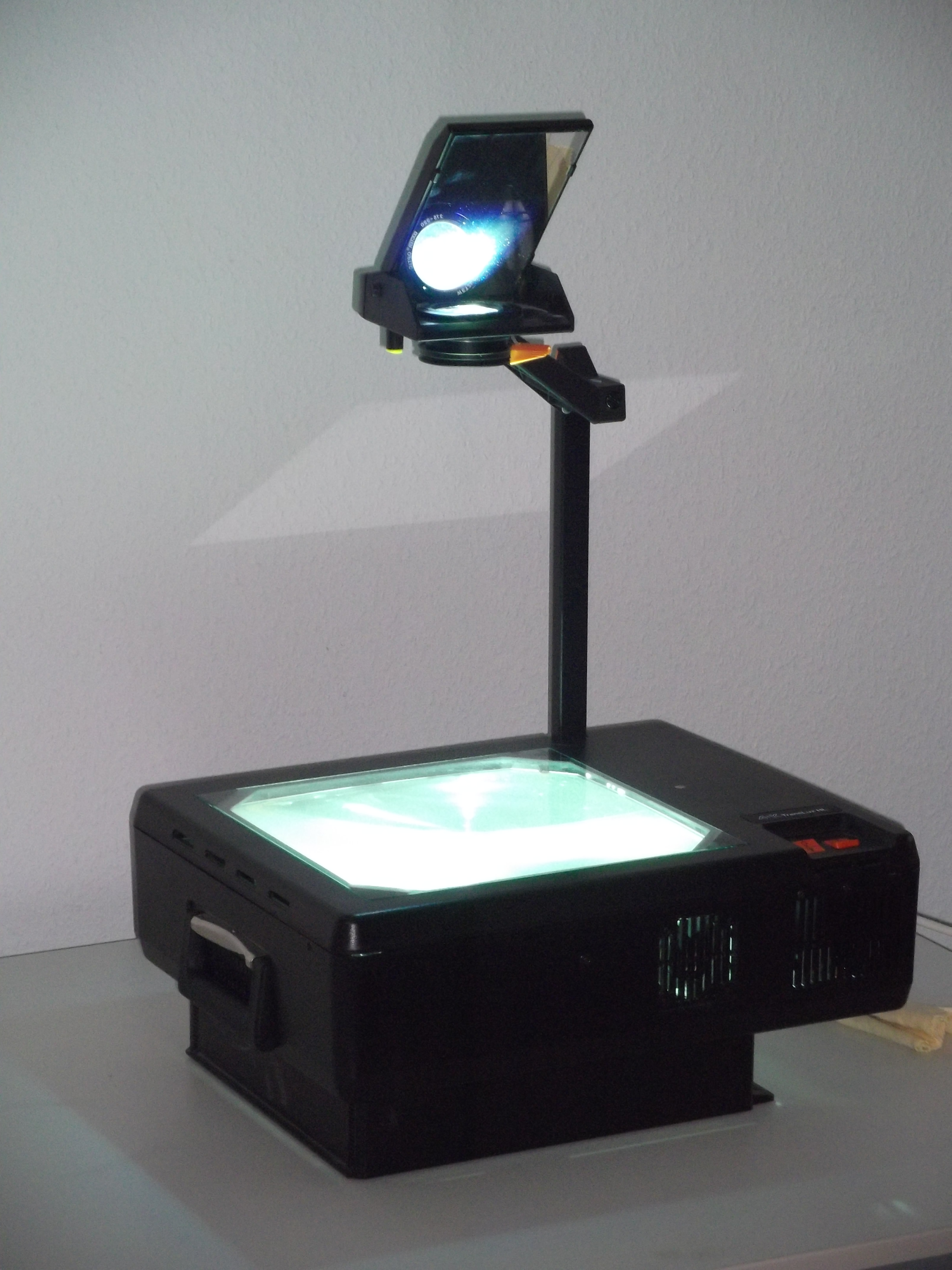
Кодоскоп

Кодоско́п (аббр. от "классная оптическая доска") или графопрое́ктор — оптический прибор, предназначенный для проекции прозрачных оригиналов с изображением на большой экран. В отличие от других типов проекторов, снабжён конденсором большого размера, расположенным горизонтально и позволяющим укладывать на него диапозитивы размером до одной машинописной страницы. Благодаря удобству широко использовался в учебных заведениях до вытеснения современными цифровыми системами мультимедийных презентаций.

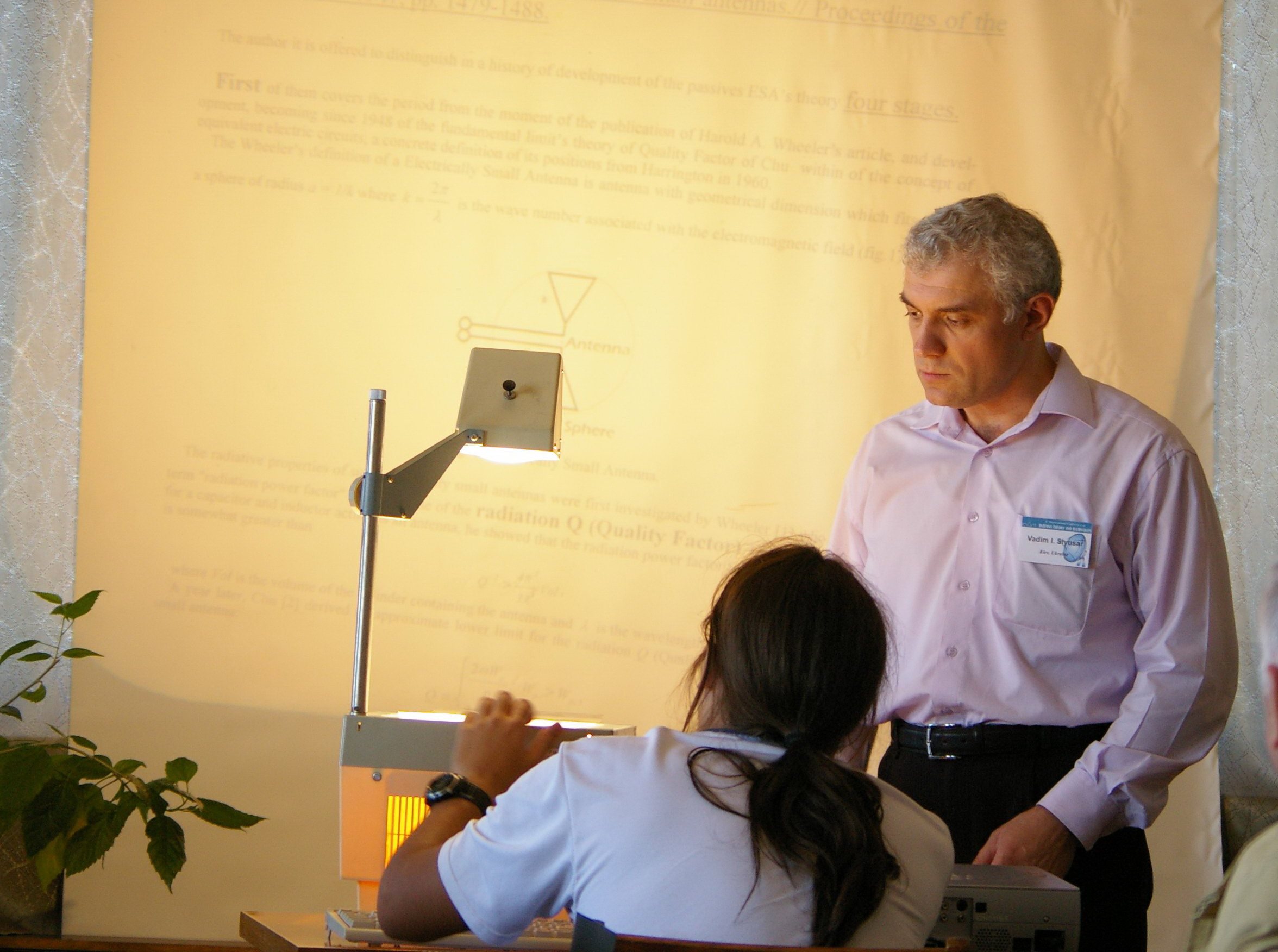
Кодоскоп на научной конференции, 2007 г.

## Историческая справка
Первые прототипы кодоскопа появились в 1927 году, и были усовершенствованы инженером Вальтером Бауэрсфельдом, построившим в 1931 году проекционный аппарат «Валтасар» (нем. Belsazar). Аналогичные аппараты использовались в армии США во время Второй мировой войны для обучения персонала. Широкое распространение кодоскопов началось, благодаря компании 3M, наладившей их массовый выпуск для учебных заведений. В 1957 году в США была принята программа поддержки образования, стимулировавшая выпуск кодоскопов. С конца 1970-х годов графопроекторы появились в большинстве советских школ и ВУЗов, где продолжали использоваться до начала 2000-х годов, когда начали вытесняться документ-камерами и интерактивными досками. В некоторых учреждениях эксплуатация кодоскопов практикуется до сих пор, благодаря простоте и удобству в обращении, не требующих предварительной подготовки.
Кроме образования, кодоскопы применялись световыми художниками, в частности, в знаменитых жидких светошоу, ставших визитной карточкой психоделических рок-групп и шестидесятых.

## Особенности конструкции

Оптическая схема кодоскопа

Кодоскоп состоит из осветительной системы, аналогичной диапроектору, но с вертикальной оптической осью. Прозрачные оригиналы, заменяемые вручную, укладываются горизонтально на плоскую квадратную линзу Френеля, выполняющую роль конденсора. Изображение на экране строит объектив, расположенный вертикально над линзой Френеля, и снабжённый зеркалом, установленным под углом 45° к оптической оси осветительной системы. В результате свет меняет направление с вертикального на горизонтальное и попадает на экран, в качестве которого может выступать любая равномерно окрашенная белая поверхность. Обычно для этого использовалась специальная белая классная доска или светлая стена.
Проецируемые оригиналы могли быть как листовыми, так и рулонными: для последних в конструкции проектора предусматривались наматывающие устройства, рассчитанные на большую ширину рулона. Фокусировка производится перемещением блока объектива по вертикальной направляющей, обычно имеющей складную конструкцию. Кодоскопы оснащаются галогенными лампами мощностью до 750 Ватт, обеспечивающими высокую светоотдачу. Для охлаждения используется мощный вентилятор.
Кроме классических кодоскопов для диапроекции в проходящем свете, существуют аналогичные приборы для эпипроекции непрозрачных оригиналов. В этом случае лампа располагается в общем блоке с объективом и проекционным зеркалом, освещая оригинал сверху. Однако, такие приборы не получили распространения, уступая в универсальности эпидиаскопу.
Конструкция прибора позволяет устраивать презентации и слайд-шоу с высокой степенью удобства в сравнительно небольших помещениях, не подготовленных специально. Простота управления и установки оригинала особенно предпочтительна для преподавателей и лекторов, позволяя проводить демонстрацию не прерывая рассказ, и не отворачиваясь от аудитории. Высокая разрешающая способность прибора и большой размер оригиналов позволяют с отличным качеством воспроизводить на экране текстовые материалы, графики и рисунки. Оригиналы могут изготавливаться как фотоспособом, так и при помощи фломастера, пригодного для рисования на прозрачной плёнке и легко стирающегося. Рисунок может наноситься на плёнку или готовый слайд непосредственно в момент проекции, делая презентацию интерактивной. В СССР выпускались несколько типов кодоскопов, специально предназначенных для учебных учреждений, например, «Лектор-2000». Также были доступны графопроекторы Kindermann производства ГДР. В настоящее время продолжается выпуск отечественных кодоскопов «Орион» различных типов, в том числе для эпипроекции.